# Mathieu van der Poel
Mathieu van der Poel (* 19. Januar 1995 in Kapellen, Belgien) ist ein niederländischer Radrennfahrer, der auf der Straße, im Cyclocross und im Mountainbike-Cross-Country aktiv ist. Neben einem Weltmeistertitel auf der Straße und sieben im Cyclocross konnte er mit Mailand–Sanremo, Paris–Roubaix und der Flandern-Rundfahrt drei der fünf Monumente des Radsports gewinnen.

## Sportlicher Werdegang

### Kindheit und Junioren-Jahre
Mathieu van der Poel wurde am 19. Januar 1995 im belgischen Kapellen geboren. Sein Vater Adrie van der Poel hatte als Radprofi mit der Flandern-Rundfahrt, Lüttich–Bastogne–Lüttich und dem Amstel Gold Race drei der prestigeträchtigsten Eintagesrennen des Straßenradsports gewonnen und war zudem 1996 Cyclocross-Weltmeister geworden. Seine Mutter ist die Tochter des Franzosen Raymond Poulidor, der die Tour de France dreimal auf dem zweiten Gesamtrang beendet hatte und als einer der größten Radsportler Frankreichs gilt. In seiner Kindheit betrieb Mathieu van der Poel zahlreiche Sportarten und spielte beim Fußballverein Willem II Tilburg. Im Alter von elf Jahren entschloss er sich jedoch, seinen Fokus auf den Radsport zu legen, wobei er von Anfang an in mehreren Disziplinen trainierte. Bereits in jungen Jahren wurden er und sein älterer Bruder von Christoph Roodhooft unterstützt, der die Geschwister mit Material versorgte.
In den Nachwuchsklassen (nieuwelingen) bestritt Mathieu van der Poel seine ersten nationalen Cyclocross-Rennen in der Saison 2009/2010, wobei er sich bei den niederländischen Meisterschaften nur dem ein Jahr älteren Erik Kramer geschlagen geben musste. Im Jahr darauf gewann er alle 29 Rennen, bei denen er gestartet war und wurde in Sint-Michielsgestel erstmals niederländischer Meister.
Mit der Saison 2011/2012 stieg Mathieu van der Poel in die Klasse der Junioren auf, wo er für den Club BOXX Veldritacademie seine ersten internationalen Cyclocross-Rennen bestritt. Nachdem er bei seinem ersten Rennen, dem Vlaamse Industrieprijs Bosduin, seinen ersten Sieg gefeiert hatte, belegte er kurz darauf bei der ersten Station der Superprestige-Serie in Ruddervoorde den dritten Rang. Der Sieg ging damals an den wenige Monate älteren Belgier Wout van Aert. Bei den nachfolgenden 24 Rennen ging van der Poel 23-mal als Sieger hervor. Zudem sicherte er sich die Gesamtwertungen des UCI-Cyclocross-Weltcups, der Superprestige-Serie und GVA Trofee. Darüber hinaus wurde er in Lucca Cyclocross-Europameister und krönte sich in Koksijde vor Wout van Aert erstmals zum Cyclocross-Weltmeister der Junioren. In der Saison 2012/2013 gewann Mathieu van der Poel alle 24 Cyclocross-Rennen, bei denen er an den Start gegangen war. Er entschied erneut die Gesamtwertungen der drei großen Rennserien für sich und wurde ein weiteres Mal Europa- und Weltmeister, wobei er sich bei letzterem Rennen mit fast einer Minute Vorsprung durchsetzte.

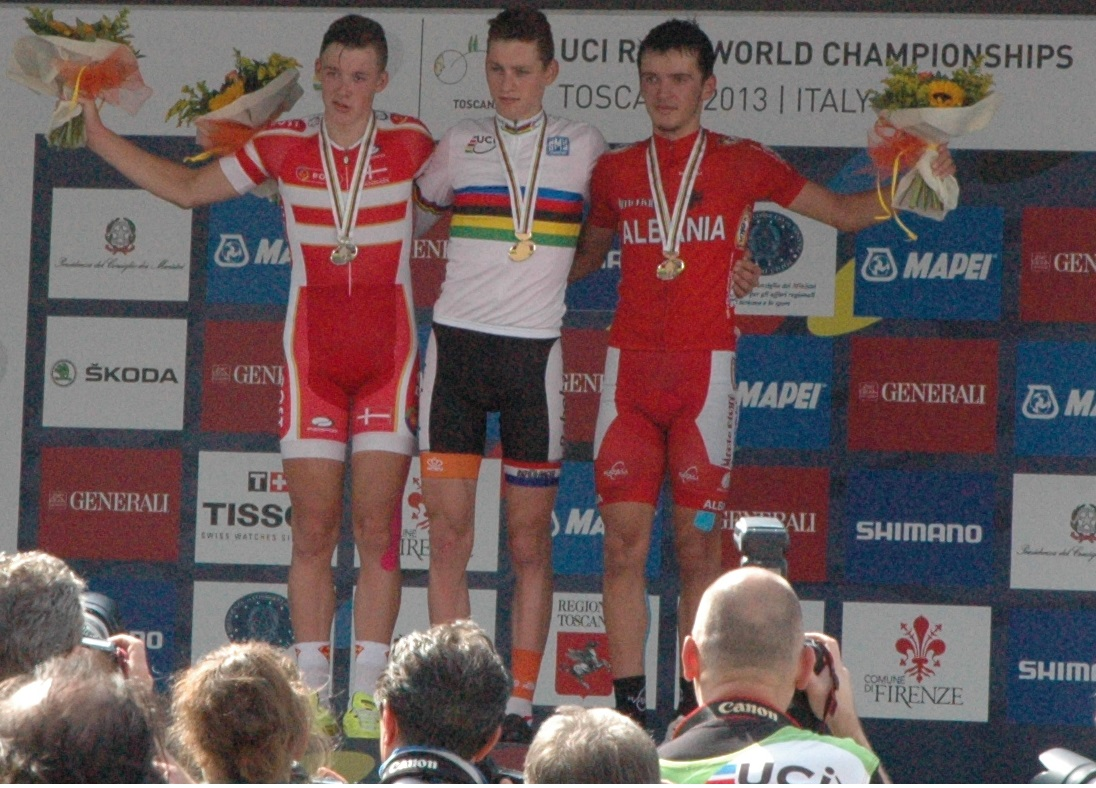
In Florenz wird Mathieu van der Poel Straßenrad-Weltmeister der Junioren (2013)

Neben seinen Erfolgen im Cyclocross-Sport, zeigte Mathieu van der Poel auch bereits in jungen Jahren auf der Straße auf. In seiner ersten Saison als Junior gewann er die Bergwertung der Trofeo Karlsberg und sicherte sich den Gesamtsieg bei der Ronde des Vallées. Bei seinen ersten Straßenradsport-Weltmeisterschaften im niederländischen Valkenburg belegte er im Sprint den neunten Rang. In seinem zweiten Junioren-Jahr war Mathieu van der Poel auf der Straße ähnlich erfolgreich wie in der vorangegangenen Cyclocross-Saison und gewann mit der Tour du Valromey, Trophée Centre Morbihan und dem Grand Prix Rüebliland drei Junioren-Rundfahrten. Zudem feierte er jeweils einen Etappensieg beim Course de la Paix Juniors und Grand Prix Général Patton und wurde erstmals nationaler Meister im Straßenrennen der Junioren. Am Ende der Saison 2013 ging er für die niederländische Nationalmannschaft bei den Straßenradsport-Weltmeisterschaften in Florenz an den Start. Nachdem er aufgrund von Rückenproblemen im Einzelzeitfahren nur den 50. Rang belegt hatte, griff er im Finale des Straßenrennens an und krönte sich so zum Junioren-Weltmeister.

### Frühe Profi-Jahre
Mit der Cyclocross-Saison 2013/2014 stieg Mathieu van der Poel in die Klasse U23 auf und unterschrieb seinen ersten Profi-Vertrag beim belgischen BKCP-Powerplus-Team, das unter der Leitung von Christoph Roodhooft stand. Von den 27 internationalen Rennen, die er in seiner ersten Saison als U23-Fahrer bestritt, gewann er elf, wobei er sich in der Gesamtwertung des UCI-Cyclocross-Weltcups und der Superprestige-Serie vor Wout van Aert durchsetzte, der bereits im Jahr zuvor in die U23-Klasse aufgestiegen war. Mathieu van der Poel musste sich dem Belgier jedoch in der Bpost bank trofee geschlagen geben und konnte ihm auch bei den Cyclocross-Weltmeisterschaften in seiner Heimat Hoogerheide nicht folgen. Als Dritter wies van der Poel damals einen Rückstand von mehr als einer Minute auf Wout van Aert auf. Während Mathieu van der Poel den Großteil der Saison in der Klasse U23 fuhr, ging er vereinzelt auch bei Rennen der Elite-Klasse an den Start und gewann die Boels Classic Internationale Cyclo-cross Heerlen. Auch auf der Straße bestritt er nun Rennen in der Elite-Klasse. Im Alter von erst 19 Jahren gewann er im Jahr 2014 die Ronde van Limburg und die Gesamtwertung der Baltic Chain Tour. In den nachfolgenden Saisonen legte er seinen Fokus jedoch vermehrt auf den Cyclocross-Sport.

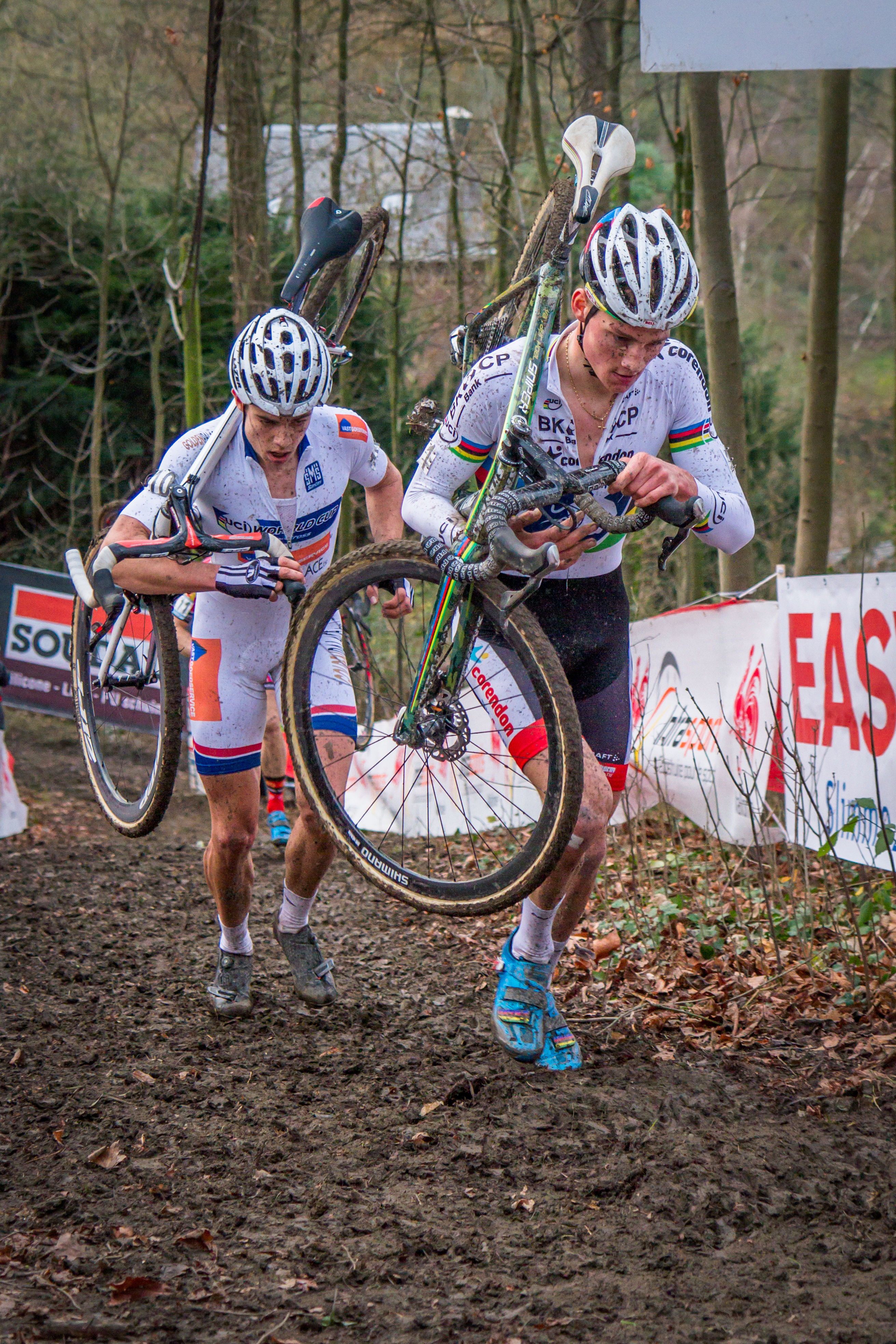
Mathieu van der Poel (vorne) und Wout van Aert (hinten)

Nach nur einem Jahr in der Klasse U23 wechselte Mathieu van der Poel mit der Cyclocross-Saison 2014/2015 in die Elite-Klasse. Bei seinem ersten Rennen, einem Wettkampf der Superprestige-Serie im niederländischen Gieten, setzte er sich vor seinem Landsmann Lars van der Haar durch. Im Anschluss konnte er jedoch mit dem Scheldecross und Waaslandcross nur zwei kleinere Rennen gewinnen, ehe er beim Nachtcross in Diegem ein weiteres Mal in der Superprestige-Serie erfolgreich war. Nachdem er erstmals niederländischer Meister der Elite-Klasse geworden war, siegte Mathieu van der Poel auch im UCI-Cyclocross-Weltcup und entschied den Wettkampf von Hoogerheide für sich.
Am 1. Februar 2015 ging Mathieu van der Poel im Alter von 20 Jahren erstmals bei den Cyclocross-Weltmeisterschaften in der Elite-Klasse an den Start. Bereits in der ersten Runde des Kurses im tschechischen Tábor konnte er einen kleinen Vorsprung herausfahren, ehe er sich mit 15 Sekunden Vorsprung vor Wout van Aert zum jüngsten Cyclocross-Weltmeister aller Zeiten kürte. Im Regenbogentrikot gewann er am Ende der Saison den Krawatencross, die Boels Classic Internationale Cyclo-cross Heerlen und eine weitere Station der Superprestige-Serie, bei der er die Gesamtwertung für sich entschied.
In den vier nachfolgenden Saisonen dominierten Mathieu van der Poel und Wout van Aert den Cyclocross-Sport. In jener Zeit gewannen die beiden mehr 90 % der ausgetragenen Rennen des UCI-Cyclocross-Weltcups und der Superprestige-Serie (59 von 65 Rennen). Mathieu van der Poel wurde dreimal Gesamtsieger der Superprestige-Serie (2016/2017, 2017/2018, 2018/2019), einmal Gesamtsieger des UCI-Cyclocross-Weltcup (2017/2018) und zweimal Gesamtsieger der X²O Badkamers Trofee (früher DVV Verzekeringen Trofee, 2017/2018, 2018/2019). Bei den Cyclocross-Weltmeisterschaften musste er sich jedoch dreimal in Folge seinem Rivalen Wout van Aert geschlagen geben, der in den Jahren 2016, 2017 und 2018 mit teils großen Vorsprüngen gewann. In der Saison 2018/2019 bestritt Mathieu van der Poel 33 internationale Rennen, von denen er mit zwei Ausnahmen alle für sich entschied. Während er beim Rapencross nach einem Sturz ausschied, konnte seine Dominanz in jenem Jahr nur beim Koppenbergcross gebrochen werden.
Nachdem er zum zweiten Mal Cyclocross-Europameister geworden war, ging Mathieu van der Poel als Favorit bei den Weltmeisterschaften im dänischen Bogense an den Start. Nach vier von zwölf zu fahrenden Runden setzte er sich gemeinsam mit Wout van Aert von den restlichen Fahrern ab, ehe er wenig später auch den Belgier distanzierte und zum zweiten Mal Cyclocross-Weltmeister wurde.

### Konzentration auf Mountainbike und Straßenradsport

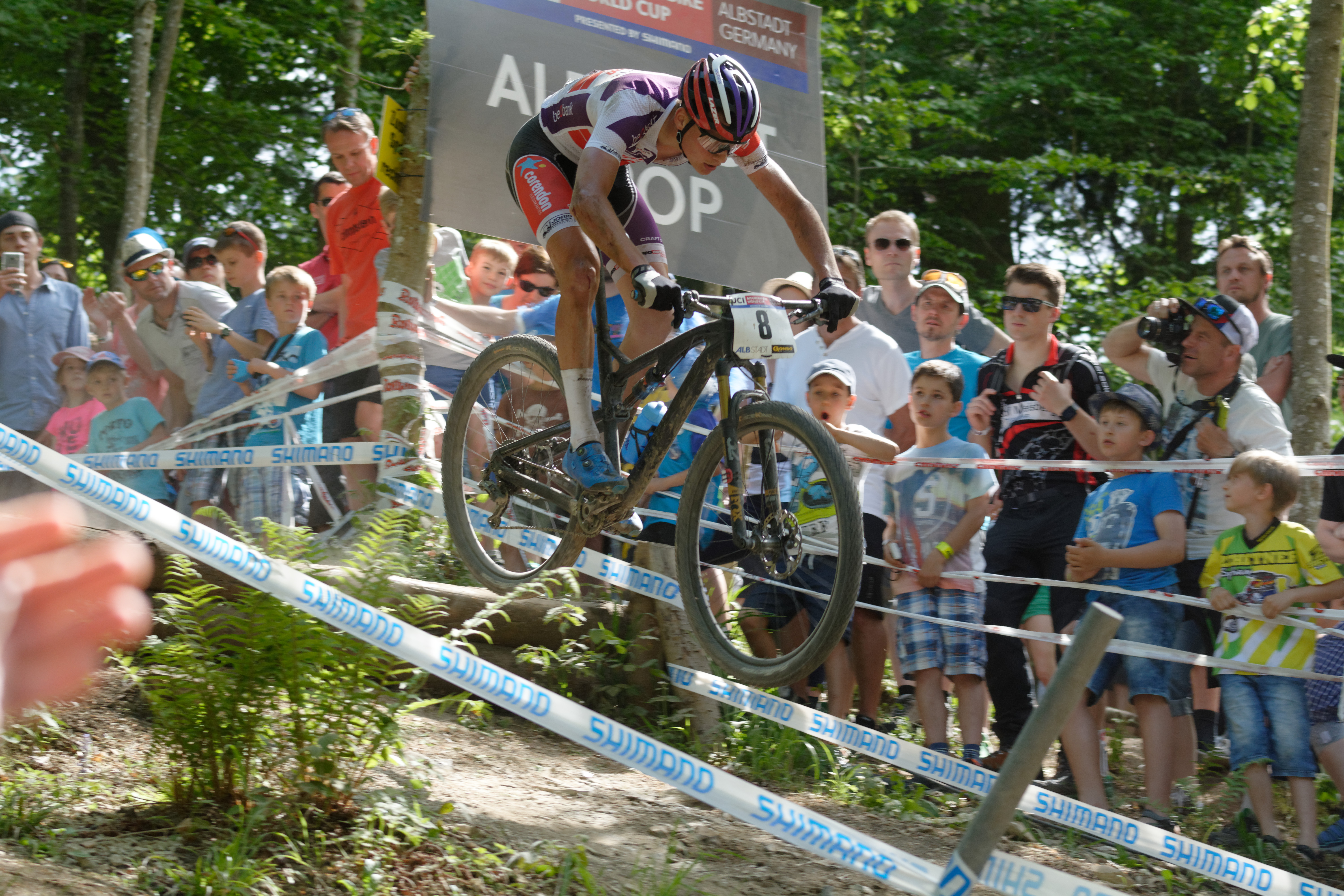
Mathieu van der Poel fährt in Albstadt erstmals aufs Podest eines Mountainbike-Weltcup Rennens (2017)

Neben den Cyclocross-Rennen im Winter ging Mathieu van der Poel auch weiterhin bei Straßenrennen und ab dem Jahr 2016 auch bei Mountainbike-Rennen an den Start. In der Saison 2016 bestritt er seine ersten Cross-Country (XCO) Wettkämpfe im UCI-Mountainbike-Weltcup, wobei er anfangs keine Top-Platzierungen einfahren konnte. Ein Jahr später stand er in Albstadt erstmals als Zweiter auf dem Podest und musste sich nur dem damals vierfachen Weltmeister Nino Schurter geschlagen geben. Mit der Einführung der kürzeren Short-Track-Wettbewerbe (XCC) im Jahr 2018 folgten die ersten Siege des Niederländers, der mit Albstadt, Val di Sole und La Bresse drei Wettkämpfe der neuen Disziplin gewinnen konnte. Weiters stand er auch bei drei XCO-Rennen auf dem Podest und holte bei seinen ersten Mountainbike-Weltmeisterschaften in Lenzerheide hinter Nino Schurter und Gerhard Kerschbaumer die Bronze-Medaille.
Auf der Straße ging Mathieu van der Poel zu jener Zeit mit seiner Beobank-Corendon-Mannschaft (später Corendon-Circus) noch bei kleineren Rennen an den Start. Er gewann jedoch in den Jahren 2017 und 2018 zwei Mal die Boucles de la Mayenne, sowie Etappen des Arctic Race of Norway, die Ronde van Limburg und Dwars door het Hageland. Bei der Belgien-Rundfahrt 2017 setzte er sich im Sprint vor Philippe Gilbert und Wout Van Aert durch, der nun ebenfalls vermehrt Straßenrennen bestritt. Nachdem Mathieu van der Poel im Jahr 2018 erstmals niederländischer Meister im Straßenrennen geworden war, ging er bei den Straßenradsport-Europameisterschaften in Glasgow an den Start. Gemeinsam mit Wout van Aert fuhr er in der Spitzengruppe, ehe er sich im Sprint dem Italiener Matteo Trentin knapp geschlagen geben musste.

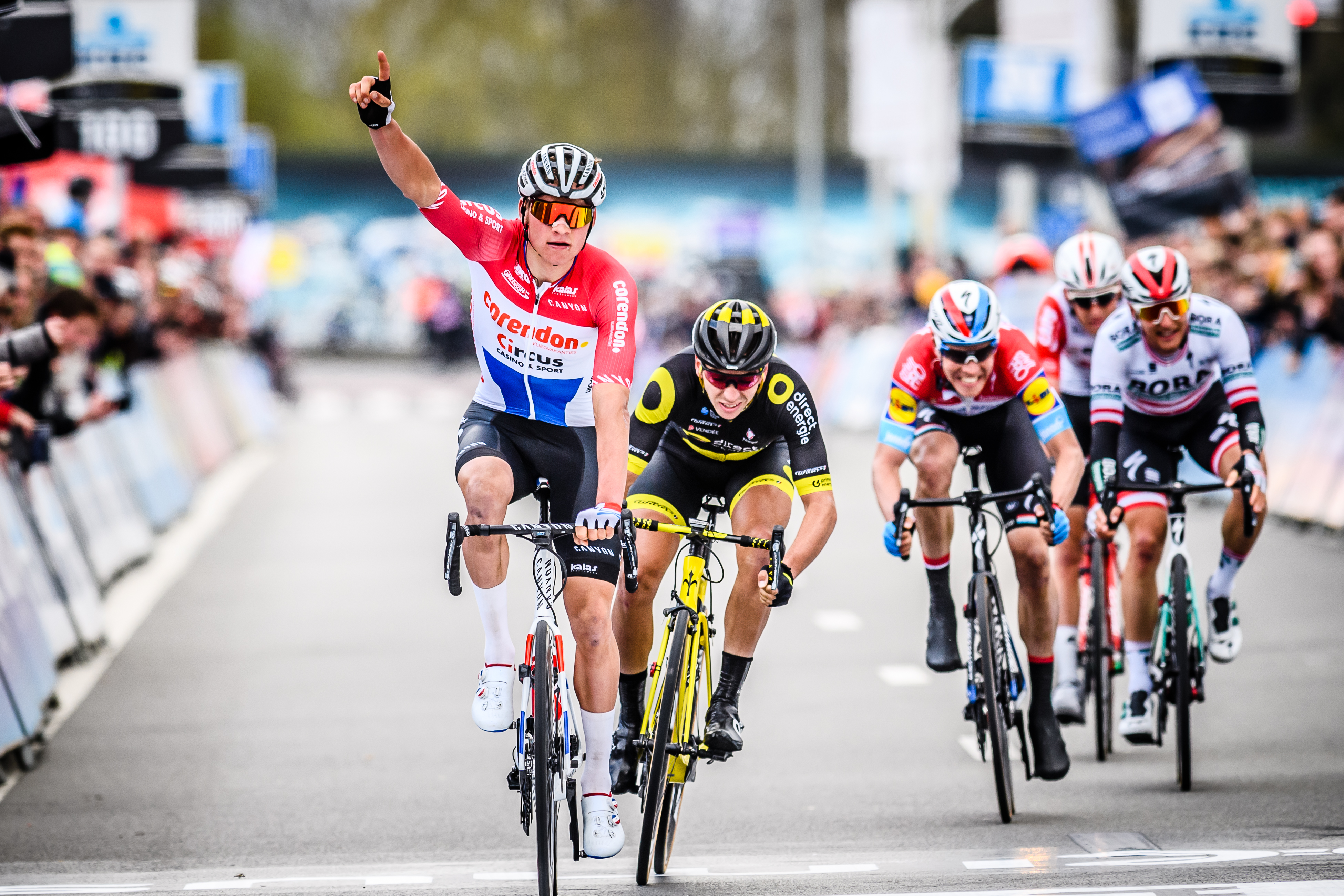
Mit Dwars door Vlaanderen gewinnt Mathieu van der Poel erstmals ein Rennen der UCI WorldTour

Im Jahr 2019 erhielt die Mannschaft Corendon-Circus eine Einladung zur Flandern-Rundfahrt, einem der fünf Monumente des Radsports. In Vorbereitung auf das Rennen gewann Mathieu van der Poel eine Etappe der Tour of Antalya und den Grand Prix de Denain, der teilweise auf den Kopfsteinpflaster-Sektoren von Paris–Roubaix ausgetragen wird. Nachdem van der Poel bei Gent–Wevelgem auf Rang vier gesprintet war, griff er bei Dwars door Vlaanderen 65 Kilometer vor dem Ziel an, wodurch sich eine kleine Ausreißergruppe bildete. Im Sprint setzte er sich gegenüber dem Franzosen Anthony Turgis durch und gewann so sein erstes Rennen der UCI WorldTour, die die höchste Rennserie im Straßenradsport darstellt.
Vier Tage später ging Mathieu van der Poel als Mitfavorit bei der Flandern-Rundfahrt an den Start und belegte im Sprint aus der ersten größeren Gruppe den vierten Rang. Nachdem er kurze Zeit später den Pfeil von Brabant im Sprint vor Julian Alaphilippe gewonnen hatte, nahm er mit dem Amstel Gold Race das größte niederländische Straßenrennen in Angriff. Van der Poel hatte versucht, sich zunächst 45 Kilometer vor dem Ziel abzusetzen, ehe sich mit Julian Alaphilippe, Michał Kwiatkowski und Jakob Fuglsang drei Fahrer von der Favoritengruppe lösten, die drei Kilometer vor dem Ziel einen Vorsprung von 40 Sekunden aufwiesen. Nachdem Mathieu van der Poel maßgeblich dazu beigetragen hatte, die erste Verfolgergruppe an das Spitzentrio heranzuführen, eröffnete er den Sprint 300 Meter vor dem Ziel, schloss die verbliebenen Meter und gewann sein zweites WorldTour-Rennen.

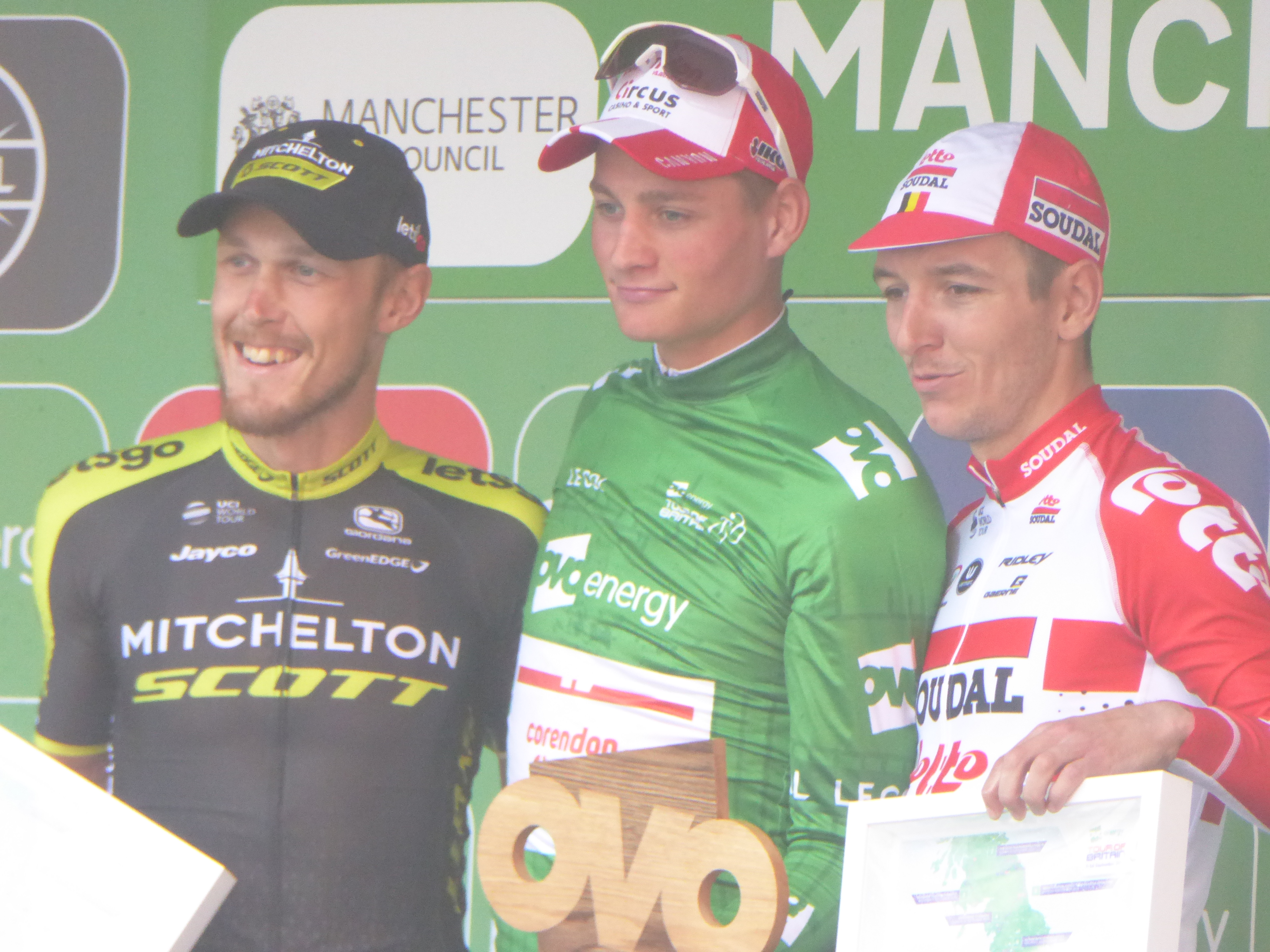
Mathieu van der Poel gewinnt die Tour of Britain 2019

Nach seinen Siegen auf der Straße fokussierte sich Mathieu van der Poel ab Anfang Mai auf die Mountainbike-Saison. Beim Weltcup-Auftakt in Albstadt gewann er den Short-Track-Bewerb, ehe er sich tags darauf im XCO nur dem Schweizer Mathias Flückiger geschlagen geben musste. Im Anschluss ging er bei vier der verbliebenen sechs Weltcup-Stationen an den Start und gewann in Nové Město, Val di Sole und Lenzerheide sowohl den XCC als auch den längeren XCO-Bewerb. Einzig beim XCO-Rennen von Les Gets stand er als 16. nicht auf dem Podest. Trotz seiner acht Saisonsiege belegte er in der Gesamtwertung schlussendlich hinter Nino Schurter den zweiten Rang. Weiterhin gewann er bei den Europäischen Mountainbike-Meisterschaften im Cross Country (XCO) trotz eines Sturzes den Titel.
Nur vier Tage nachdem er seine Mountainbike-Saison beendet hatte, ging Mathieu van der Poel beim Arctic Race of Norway an den Start, wo er die Auftaktetappe gewann. Im Anschluss bereitete er sich bei der Tour of Britain auf die Straßenradsport-Weltmeisterschaften vor und gewann nach drei Etappensiegen die Gesamtwertung der Rundfahrt. Bei den Weltmeisterschaften im britischen Harrogate lancierte er rund 33 Kilometer vor dem Ziel die entscheidende Attacke und setzte sich mit einer kleinen Gruppe vom Hauptfeld ab. Die Gruppe fuhr einen Vorsprung von einer Minute heraus, ehe Mathieu van der Poel in der letzten Runde 13 Kilometer vor dem Ziel zurückfiel, eingeholt wurde und das Rennen mit einem Rückstand von mehr als zehn Minuten als 43. beendete. Dennoch wurde er aufgrund seiner Leistungen im Jahr 2019 erstmals zum niederländischen Sportler des Jahres gewählt.

### 2020: Erster Sieg bei der Flandern-Rundfahrt

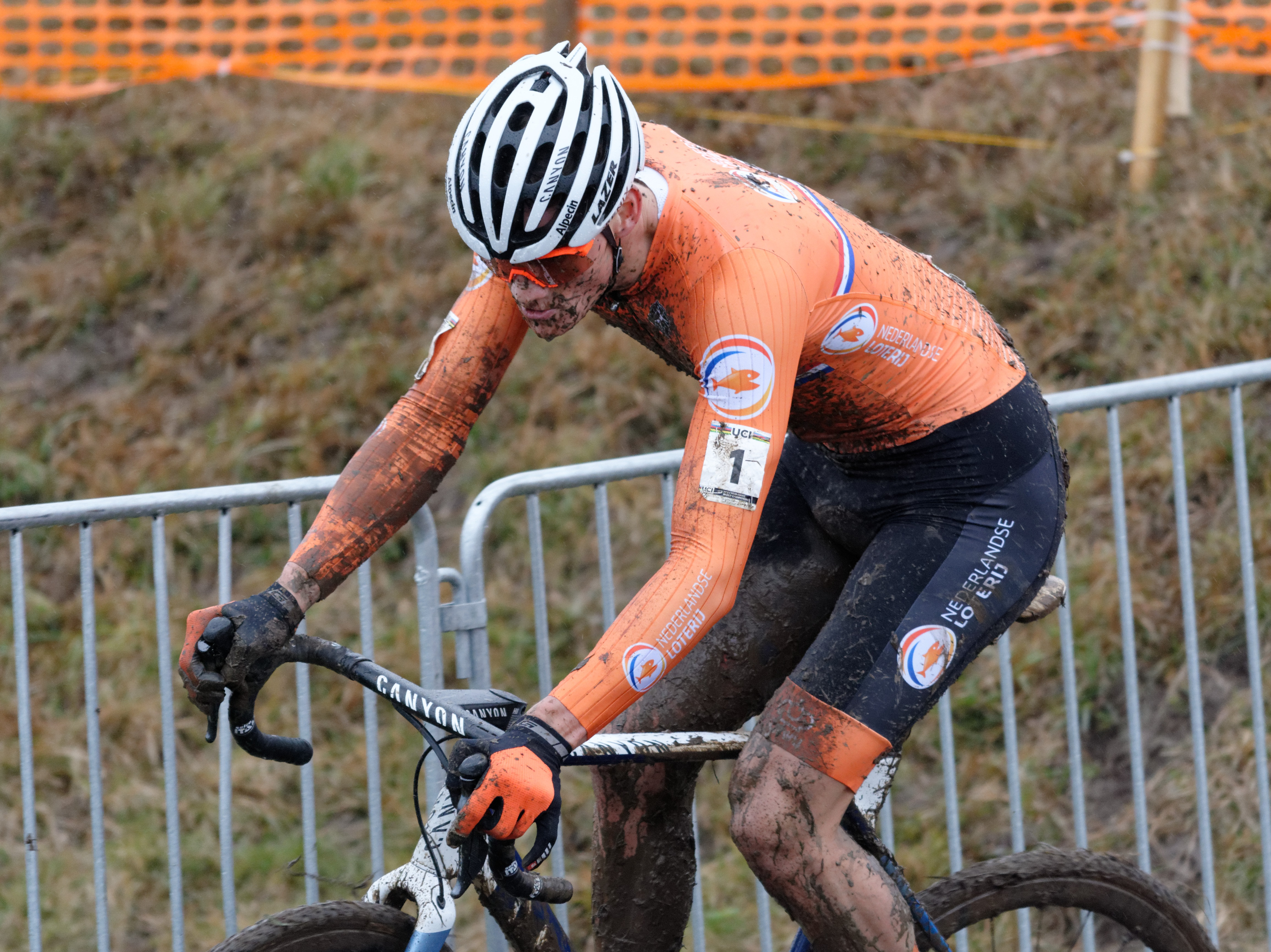
Mathieu van der Poel wird in Dübendorf zum dritten Mal Cyclocross-Weltmeister

Nachdem er im Jahr 2019 zahlreiche Straßen- und Mountainbike-Rennen bestritten hatte, stieg Mathieu van der Poel erst im November in die Cyclocross Saison 2019/2020 ein. In Abwesenheit von Wout van Aert, der sich bei der Tour de France 2019 bei einem Sturz eine schwere Verletzung zugezogen hatte, dominierte van der Poel erneut und gewann 23 seiner 24 internationalen Starts. Bei der Cyclocross-Weltmeisterschaft im Schweizer Dübendorf setzte er sich mit einem Vorsprung von mehr als einer Minute vor dem Briten Thomas Pidcock durch und sicherte sich so seinen dritten Weltmeistertitel. Im Anschluss bestritt er keine weiteren Cyclocross-Rennen, um sich auf die Straßenrad-Saison vorzubereiten, wobei er auch weiterhin als Fahrer eines UCI ProTeams nur aufgrund einer Einladung bei den Rennen der UCI WorldTour startberechtigt war.
Im Frühjahr des Jahres 2020 ging Mathieu van der Poel bei der Algarve-Rundfahrt an den Start, ehe die Saison aufgrund der COVID-19-Pandemie bis in den August unterbrochen wurde. Bei der Strade Bianche kehrte er ins Fahrerfeld zurück, ehe er auch bei Mailand–Sanremo an den Start ging. Beide Rennen gewann der Belgier Wout van Aert, während Mathieu van der Poel die Plätze 13 und 15 belegte. Nachdem er die Gran Piemonte als Dritter beendet hatte, ging er mit der Lombardei-Rundfahrt bei einem weiteren Monument des Radsports an den Start und erreichte das Ziel der stark profilierten Streckenführung auf dem zehnten Rang. Im Anschluss wurde er nach einem Solo von 44 Kilometern ein weiteres Mal niederländischer Meister, ehe er bei den Europameisterschaften als Vierter nur knapp eine Medaille verpasste. Nach einem Etappensieg bei Tirreno–Adriatico, gewann Mathieu van der Poel mit der BinckBank Tour erstmals eine Gesamtwertung eines Etappenrennens der UCI WorldTour. Die Gesamtführung übernahm er damals erst am letzten Abschnitt, als er bei der um Geraardsbergen ausgetragenen Etappe nach einer 50 Kilometer Solo-Fahrt triumphierte.
Nur einen Tag später belegte er bei Lüttich–Bastogne–Lüttich den sechsten Rang, wobei er die erste Verfolgergruppe mit einem Rückstand von 16 Sekunden über die Ziellinie führte. Am Ende der Saison ging Mathieu van der Poel als einer der Favoriten bei der Flandern-Rundfahrt an den Start. Rund 45 Kilometer vor dem Ziel setzte er sich gemeinsam mit Wout van Aert und dem amtierenden Weltmeister Julian Alaphilippe im Anstieg des Taaienberg von den restlichen Fahrern ab. Das Trio konnte rasch einen größeren Vorsprung herausfahren, ehe Alaphilippe, der Mathieu van der Poel wenige Tage zuvor beim Pfeil von Brabant im Sprint bezwungen hatte, mit einem Begleitmotorrad kollidierte und das Rennen aufgeben musste. Auf den verbliebenen Hellingen (kurze, steile Anstiege) erwiesen sich Mathieu van der Poel und Wout van Aert als ebenbürtig, sodass es nach mehr als 240 Kilometern zum Sprint zwischen den beiden Rivalen kam. Van der Poel eröffnete den Sprint von der ersten Position fahrend rund 200 Meter vor dem Ziel und gewann im Foto-Finish sein erstes Monument des Radsports.

### 2021: Erfolge bei der Tour de France und Rückenverletzung
Die Cyclocross-Saison 2020/2021 stand bei Mathieu van der Poel ganz im Zeichen der Vorbereitung auf die Weltmeisterschaften, die traditionell im Februar abgehalten werden. Der damals 26-jährige Niederländer bestritt nur 14 Wettkämpfe, wobei er zehn Siege einfuhr. Zudem holte er in Ostende seinen vierten Cyclocross-Weltmeistertitel, nachdem er sich neuerlich gegen Wout van Aert durchgesetzt hatte, dessen Fokus mittlerweile auch fast ausschließlich auf dem Straßenradsport lag.
Zu Beginn der Straßen-Saison gewann Mathieu van der Poel die Auftaktetappe der UAE Tour, ehe er das Rennen tags darauf aufgrund einer COVID-19-Infektion verließ. Nur eine Woche später ging er beim Opening Weekend (Omloop Het Nieuwsblad und Kuurne–Brüssel–Kuurne) an den Start, ehe er sich bei der Strade Bianche vor dem Franzosen Julian Alaphilippe durchsetzte. In Vorbereitung auf Mailand-Sanremo bestritt er die Fernfahrt Tirreno-Adriatico und gewann zwei Etappen. Nachdem er die 3. Etappe im Sprint vor Wout van Aert gewonnen hatte, setzte er sich auf der verregneten 5. Etappe von den restlichen Fahrern ab und triumphierte nach einem mehr als 50 Kilometer langen Solo. In einem Interview meinte er später, dass er so früh angegriffen hatte, weil ihm kalt gewesen war. Bei Mailand–Sanremo war van der Poel Teil der ersten Gruppe, die das Ziel erreichte, musste sich jedoch mit dem fünften Platz zufriedengeben.
Nach Platz drei beim E3 Harelbeke ging er als Titelverteidiger bei der Flandern-Rundfahrt an den Start, wo er sich mit Wout van Aert und dem Dänen Kasper Asgreen im Finale von den restlichen Fahrer absetzen konnte. Im Anstieg des Oude Kwaremont forcierte er rund 17 Kilometer vor dem Ziel erneut das Tempo, wodurch Wout van Aert den Kontakt zu der Spitzengruppe verlor. Wie bereits im Vorjahr kam es im Anschluss in Oudenaarde zu einem Zweiersprint, wobei sich Mathieu van der Poel diesmal Kasper Asgreen geschlagen geben musste. Nachdem er im Jahr 2020 keine Mountainbike-Rennen gefahren war, kehrte van der Poel in Albstadt in den Weltcup zurück und gewann den ersten Short-Track-Wettbewerb der Saison. Auch in Nové Město ging er als Sieger des XCC-Bewerbs hervor, ehe er sich tags drauf im XCO dem Briten Thomas Pidcock geschlagen geben musste, der ebenfalls in mehreren Disziplinen des Radsports fuhr und wie Mathieu van der Poel das olympische Mountainbike Rennen von Tokyo als erklärtes Ziel ausgab.

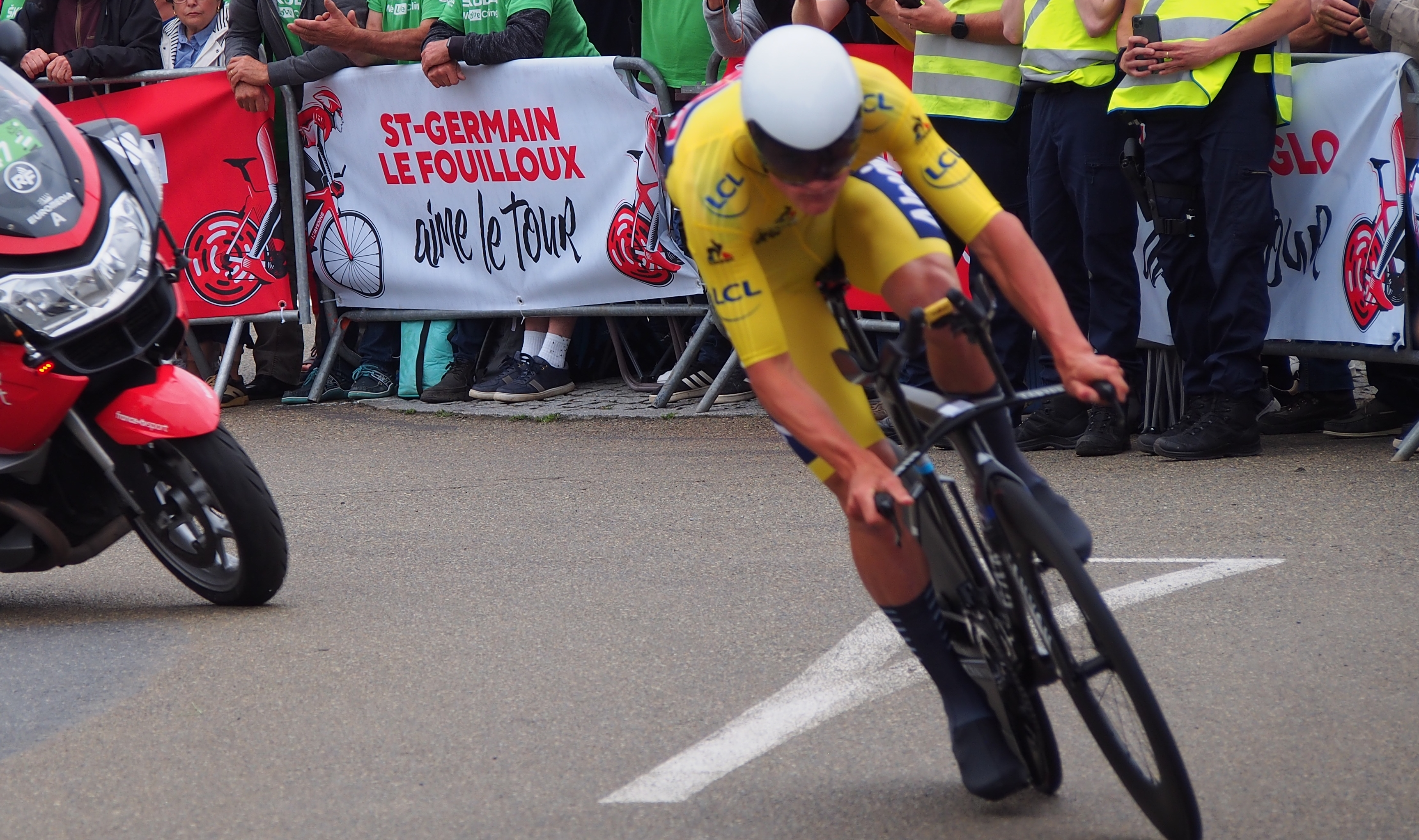
Mathieu van der Poel im Gelben Trikot bei der Tour de France 2021

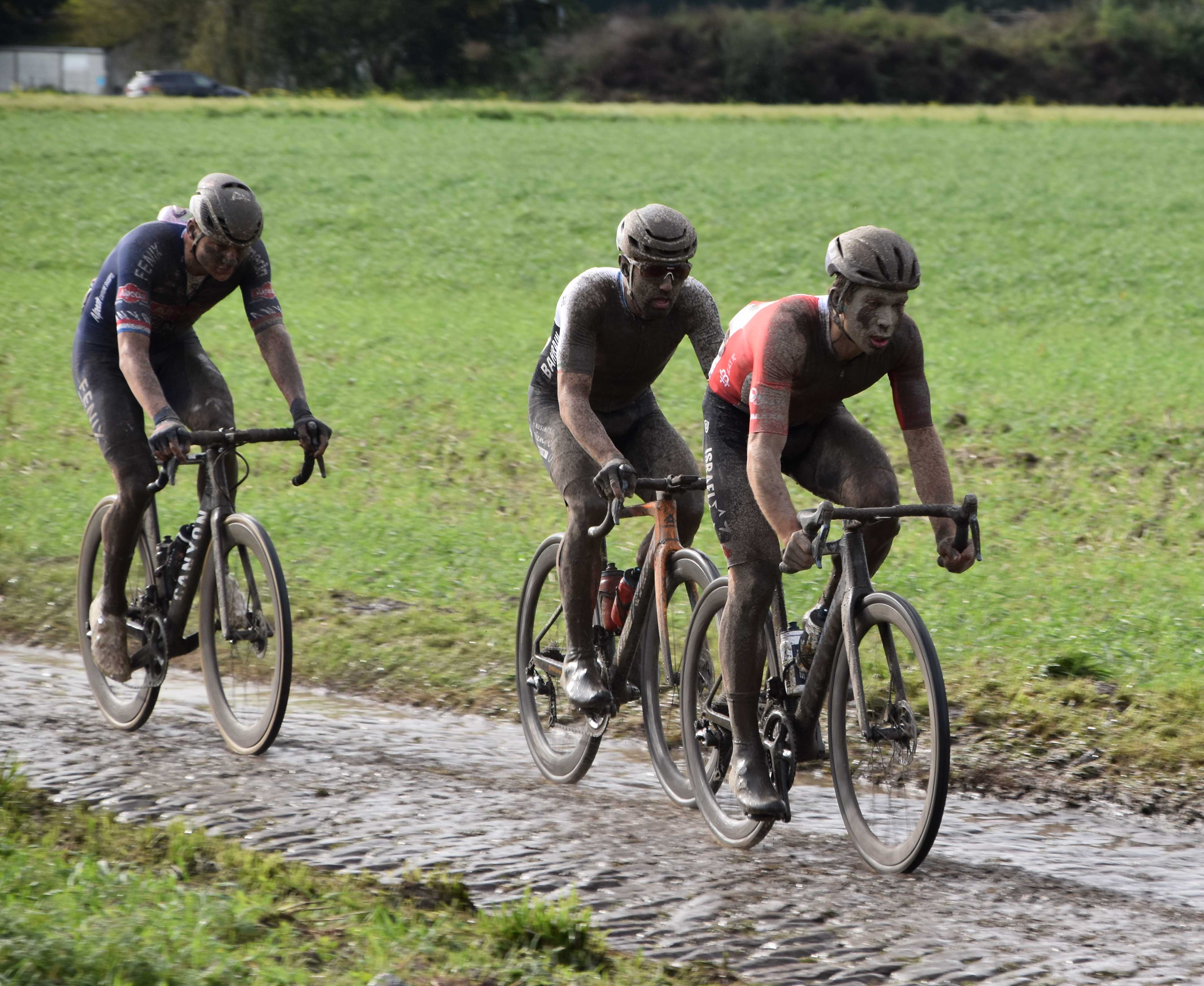
Mathieu van der Poel (letzte Position) bei Paris–Roubaix 2021

Nachdem er zwei Stationen des Mountainbike-Weltcups absolviert hatte, kehrte Mathieu van der Poel bei der Tour de Suisse auf die Straße zurück und gewann zwei Etappen. Der Niederländer nutzte die Rundfahrt zugleich als Vorbereitung auf die Tour de France 2021, bei der seine Mannschaft als bestplatziertes UCI ProTeam eine Startberechtigung erhalten hatte. In Anlehnung an seinen Großvater Raymond Poulidor, der die Tour de France drei Mal als Gesamtzweiter beendet hatte, ohne jemals das Gelbe Trikot getragen zu haben, ging die zwischenzeitlich unter dem Namen Alpecin-Fenix fahrende Mannschaft um Mathieu van der Poel mit einem speziellen Trikot-Design an den Start, das an jenes der Mercier-Mannschaft erinnerte. Auf der 1. Etappe, die in der hügligen Bretagne ausgetragen wurde, galt Mathieu van der Poel als einer der Top-Favoriten, wobei er letztlich nur den 20. Rang belegte und bereits 18 Sekunden hinter dem Gesamtführenden Julian Alaphilippe zurücklag. Tags darauf musste im Finale der 2. Etappe die kurze aber steile Mûr-de-Bretagne zweimal absolviert werden. Van der Poel griff bereits bei der ersten Passage an und sicherte sich bei der ersten Zieldurchfahrt acht Bonussekunden, womit er seinen Rückstand in der Gesamtwertung verringerte. Nachdem er sich wieder hatte einholen lassen, trat er in der Schlussauffahrt erneut an und gewann seine erste Tour der France-Etappe. Weiters fuhr er einen Vorsprung von sechs Sekunden heraus und sicherte sich im Ziel zehn weitere Bonifikationssekunden, sodass er das Gelbe Trikot übernahm. In einem emotionalen Interview widmete er den Sieg und das Trikot seinem Großvater Raymound Poulidor, der im November des Jahres 2019 verstorben war. Nach sechs Tagen im Gelben Trikot verließ Mathieu van der Poel die Tour de France am 9. Etappentag.
Dies ermöglichte ihm eine bessere Vorbereitung auf die Olympischen Spiele, die wenige Tage nach dem Abschluss der Tour de France begannen. Beim olympischen Mountainbike-Rennen kam van der Poel bereits in der Startrunde zu Sturz und musste das Rennen in weiterer Folge aufgeben. Der Sturz hatte Rückenprobleme zur Folge, die den Niederländer an einer optimalen Vorbereitung auf die Straßen-Weltmeisterschaften hinderten. Nachdem er mit einem Sieg beim Antwerp Port Epic ins Fahrerfeld zurückkehrt war, wurde er Achter der Weltmeisterschaften, wies jedoch einen Rückstand von mehr als einer Minute auf den Sieger auf. Als letztes Saisonziel gab er im Anschluss Paris–Roubaix aus, das nach einer Absage im Vorjahr in den Oktober des Jahres 2021 verlegt worden war. Mathieu van der Poel erwies sich bei den schlammigen Bedingungen als einer der besten Fahrer und erreichte das Velodrome von Roubaix in einer drei Fahrer umfassenden Spitzengruppe. Im Sprint musste er sich jedoch sowohl Sonny Colbrelli als auch Florian Vermeersch geschlagen geben.

### 2022: Comeback und Zweiter Sieg bei der Flandern-Rundfahrt
Im Winter bestritt Mathieu van der Poel aufgrund von anhaltenden Rückenproblemen nur zwei Cyclocross Rennen. Nachdem er sich beim UCI Weltcup von Dendermonde dem Belgier Wout van Aert hatte geschlagen geben müssen, gab er das Rennen von Heusden-Zolder nach einem Sturz auf und erklärte wenig später seine Cyclocross-Saison wegen neuerlicher Rückenprobleme für beendet. Anfang Januar gab seine Mannschaft weitere Informationen zur Verletzung bekannt, wonach van der Poel an Retrolisthesis litt. Den Aussagen zufolge tauchten die Probleme erstmals bei der Tour de Suisse 2021 auf, ehe der Sturz bei den Olympischen Spielen zu einer weiteren Verschlimmerung geführt hatte. Adrie van der Poel meinte in einem Interview, dass sein Sohn monatelang aus dem Rennbetrieb ausfallen könnte.

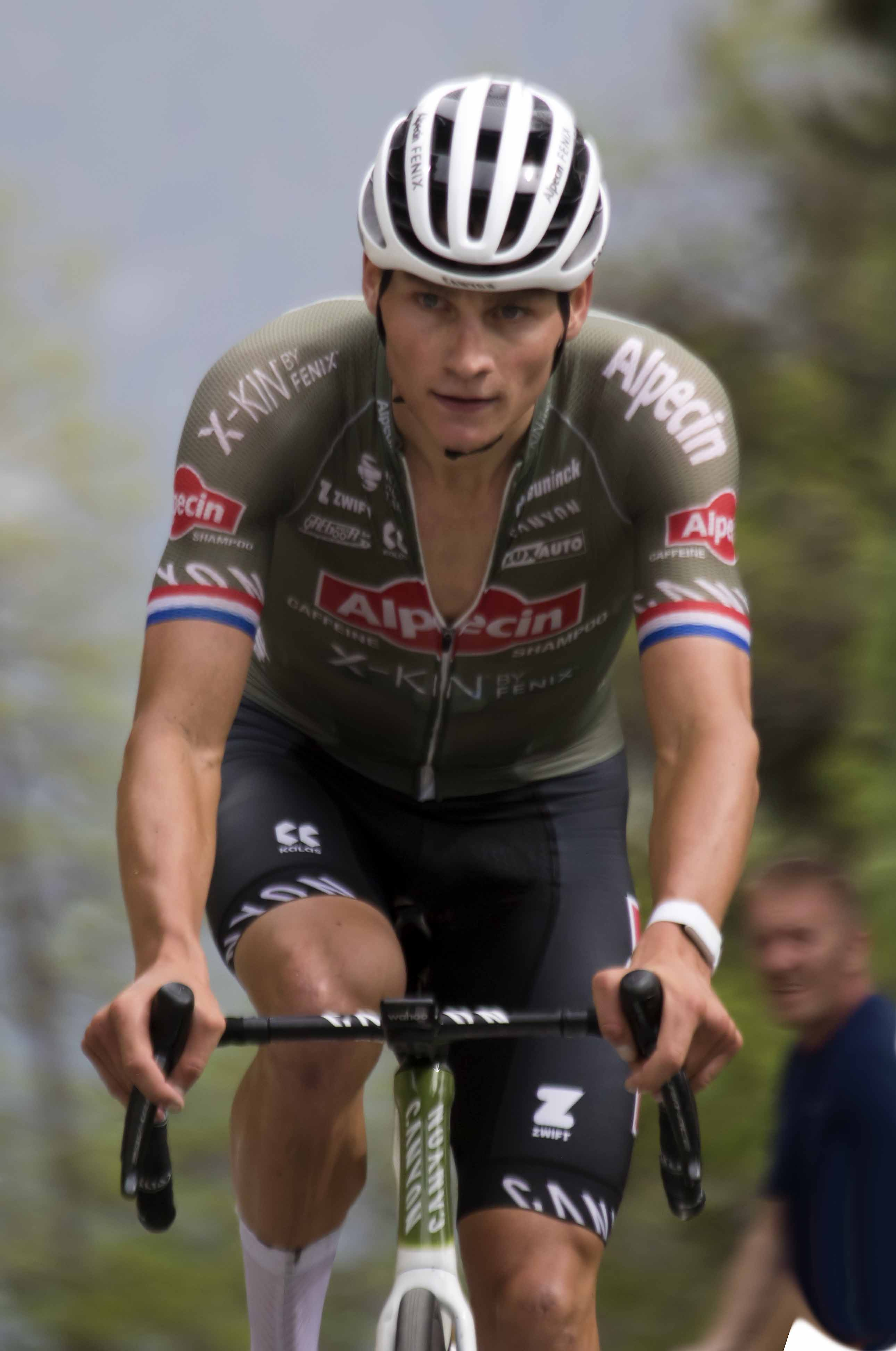
Mathieu van der Poel beim Giro d’Italia 2022

Am 19. März bestritt Mathieu van der Poel mit Mailand–Sanremo sein erstes Saisonrennen auf der Straße und belegte den dritten Rang, nachdem er den Poggio in der ersten Gruppe überquert hatte. Nachdem er bei der Settimana Internazionale Coppi e Bartali einen Etappensieg gefeiert hatte, gewann er zum zweiten Mal Dwars door Vlaanderen, ehe er erneut als Favorit bei der Flandern-Rundfahrt an den Start ging. In Abwesenheit von Wout van Aert konnte er als einziger Fahrer den Angriffen des zweimaligen Tour-de-France-Siegers Tadej Pogačar folgen und setzte sich schlussendlich im Sprint durch. Nach Platz vier beim Amstel Gold Race belegte er bei Paris–Roubaix den neunten Rang. Nach den Frühjahresklassikern ging Mathieu van der Poel erstmals beim Giro d’Italia an den Start und gewann die Auftaktetappe im Bergsprint vor Biniam Girmay. Nachdem er das Maglia Rosa für drei Tage getragen hatte, unterlag er dem Eritreer im Sprint der 10. Etappe und wurde Dritter des Abschlusszeitfahrens. Bei der Tour de France 2022 konnte van der Poel nicht an seine Erfolge des Vorjahres anschließen und verließ die Rundfahrt am 11. Etappentag, nachdem er die ersten Kilometer des Abschnitts als Ausreißer gemeinsam mit Wout van Aert bestritten hatte.
In Vorbereitung auf die Straßen-Weltmeisterschaften im australischen Wollongong gewann er den Grand Prix de Wallonie, wobei er sich erneut gegenüber Biniam Girmay durchsetzte. Nachdem er mit der niederländischen Mixed-Staffel nach einem Sturz des Damenteams den fünften Platz belegt hatte, kam es am Vorabend des Straßenrennens im Hotel Grand Parade Brighton-Le-Sands im nahe gelegenen Sydney zu einem Vorfall, bei dem van der Poel zwei junge Mädchen geschubst hatte, nachdem die beiden mehrmals gegen seine Tür geklopft hatten. Mathieu van der Poel musste daraufhin auf der Polizeistation aussagen, die er erst um vier Uhr in der Früh verlassen konnte. Tags darauf gab er das Straßenrennen nach nur wenigen Kilometern auf und wurde zu einer Geldstrafe von 1500 australischen Dollar verurteilt. Er durfte Australien jedoch gemeinsam mit dem niederländischen Nationalteam verlassen. Am Ende der Saison ging Mathieu van der Poel bei den ersten UCI Gravel-Weltmeisterschaften an den Start und belegte den dritten Platz.

### 2023: Weltmeistertitel und Siege bei weiteren Monumenten
In der Cyclocross-Saison 2022/2023 kam es zu einer Reihe von großen Duellen zwischen Mathieu van der Poel, Wout van Aert und Thomas Pidcock, die auch als „the big three“ („die großen drei“) bezeichnet werden. Mathieu van der Poel gewann sechs von vierzehn Rennen, ehe es zwischen ihm und Wout van Aert bei den Weltmeisterschaften im niederländischen Hoogerheide zum großen Showdown kam. Im Jahr 2014 hatte sich Wout van Aert bei der damaligen U23-Weltmeisterschaft in van der Poels Heimat durchgesetzt. In einem spannenden Rennen auf dem von Adrie van der Poel gesteckten Kurs, setzten sich die beiden Dominatoren in der ersten Runde nach nur vier Minuten von den restlichen Fahrern ab. Da sich die beiden jedoch als ebenbürtig erwiesen, fiel die Entscheidung erst im Sprint, in dem sich Mathieu van der Poel durchsetzte und so seinen fünften Cyclocross-Weltmeistertitel feierte.

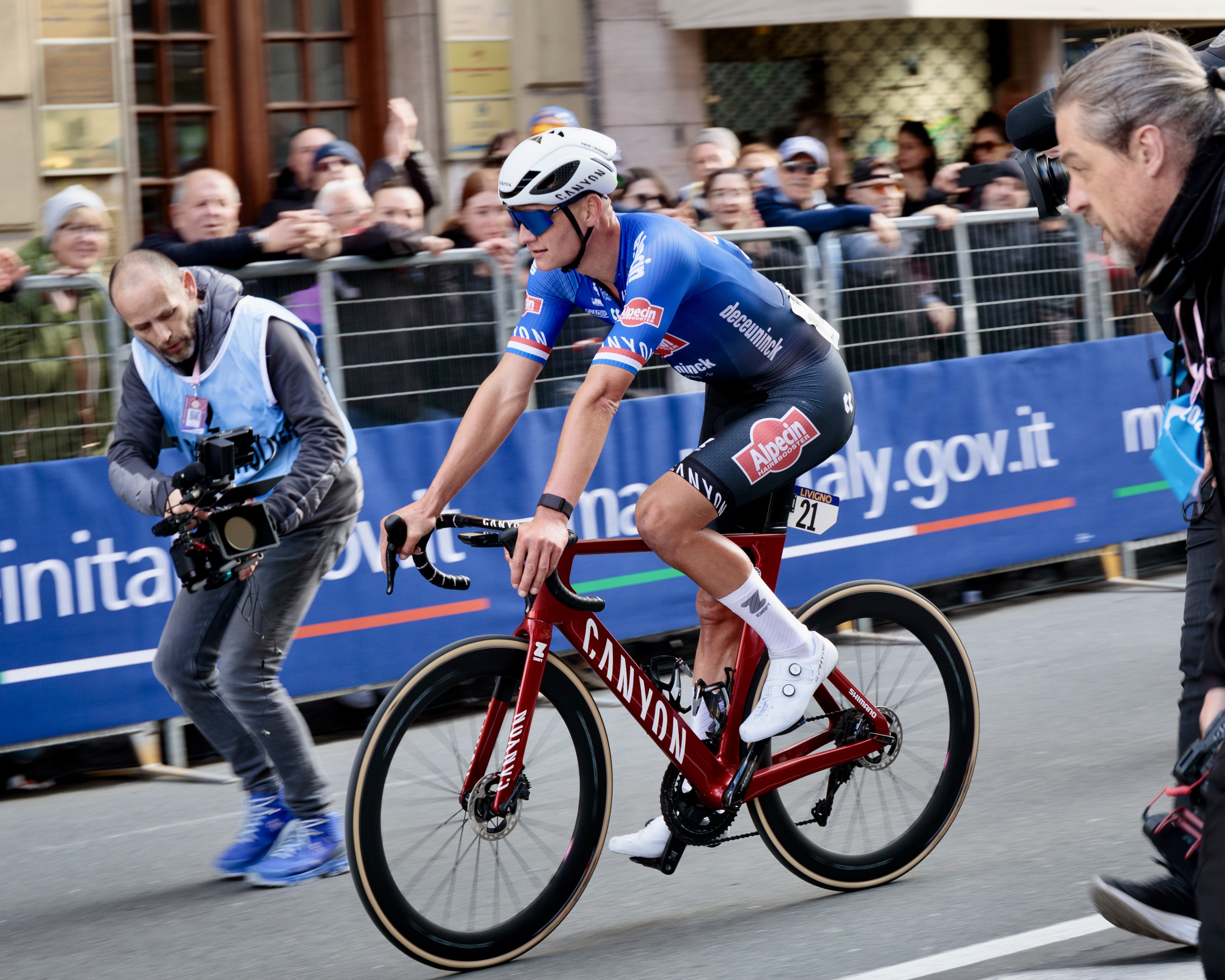
Mathieu van der Poel nach seinem Sieg bei Mailand–Sanremo (2023)

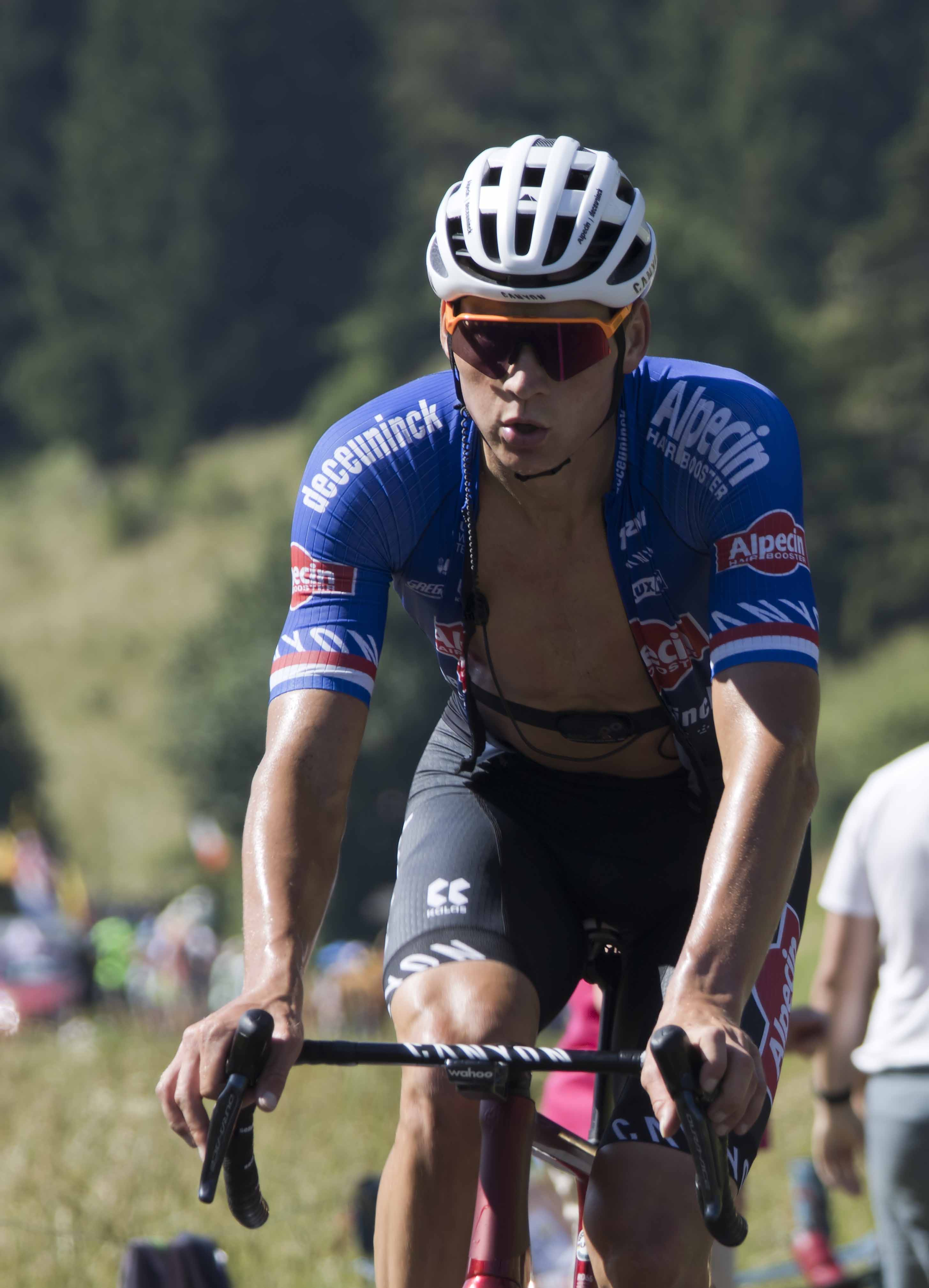
Mathieu van der Poel bei der Tour de France 2023

Auf der Straße stieg Mathieu van der Poel bei der Strade Bianche im März des Jahres 2023 in die Saison ein. Beim Sieg von Thomas Pidcock belegte er jedoch nur den 15. Rang und konnte im Anschluss auch bei Tirreno–Adriatico nicht überzeugen. Bei Mailand–Sanremo griff er im oberen Teil des Poggio an und gewann so nach zwei Siegen bei der Flandern-Rundfahrt sein zweites Monument des Radsports. Seinen ersten belgischen Frühjahresklassiker bestritt er mit der E3 Saxo Bank Classic, wo er sich gemeinsam mit Wout van Aert und Tadej Pogačar von den restlichen Fahrern absetzte und im Sprint den zweiten Platz belegte. Bei der anschließenden Flandern-Rundfahrt konnte er dem Slowenen Tadej Pogačar anders als im vorangegangenen Jahr im Anstieg des Oude Kwaremont nicht folgen und musste sich erneut mit Rang zwei zufriedengeben. Nach dem Scheldeprijs folgte van der Poels dritter Start bei Paris–Roubaix, wo er sich neuerlich als einer der stärksten Fahrer erwies.
Im letzten 5-Sterne-Sektor, dem Carrefour de l’Arbre, konnte er zunächst nur knapp einen Sturz mit John Degenkolb vermeiden, ehe er sich mit Wout van Aert rund 16 Kilometer vor dem Ziel von der Spitzengruppe absetzte. Am Ende des Sektors fiel Wout van Aert nach einem Platten zurück, wodurch van der Poel als Solist im Velodrome von Roubaix einfuhr und so sein drittes Monument gewann. Nach einer längeren Rennpause setzte sich Mathieu van der Poel mit einem Etappensieg nach einem 36 Kilometer-Solo in der Gesamtwertung der Belgien-Rundfahrt durch, ehe er seine dritte Tour de France in Angriff nahm. Bei dieser stellte er sich als Anfahrer in die Dienste des Sprinters Jasper Philipsen, der vier Etappen und die Punktewertung der Frankreich-Rundfahrt gewann. Van der Poel selbst konnte keine Top-Platzierung einfahren, fuhr die Tour de France jedoch erstmals zu Ende, wobei er den 57. Gesamtrang belegte. Zwei Wochen nach der Tour de France ging Mathieu van der Poel als Mitfavorit bei den Straßen-Weltmeisterschaften im schottischen Glasgow an den Start. Auf dem hügligen und kurvenreichen Kurs griff er erstmals rund 70 Kilometer vor dem Ziel an, wodurch sich das Fahrerfeld in mehrere Gruppen teilte. 22 Kilometer vor dem Ziel folgte eine weitere Attacke des Niederländers, bei der er sich erfolgreich von der Spitzengruppe lösen konnte, in der zu diesem Zeitpunkt mit Wout van Aert, Tadej Pogačar und Mads Pedersen nur noch drei weitere Fahrer verblieben waren.
Nachdem er sich erfolgreich gelöst hatte, stürzte Mathieu van der Poel in einer nassen Rechtskurve. Obwohl bei dem Sturz sein rechter Schuh schwer beschädigt wurde, konnte er seinen Vorsprung behaupten und krönte sich im Alter von 28 Jahren zum ersten Cyclocross- und Straßen-Weltmeister. Rund eine Woche später ging er auch bei dem Mountainbike-Bewerb (XCO) der Weltmeisterschaften an den Start, musste das Rennen jedoch nach einem Sturz in der Startrunde frühzeitig aufgeben. Seinen ersten Sieg im Regenbogentrikot feierte Mathieu van der Poel am Ende der Saison bei der SUPER 8 Classic. Nachdem er im Jahr 2023 Cyclocross- und Straßenrad-Weltmeister geworden war, sowie mit Mailand–Sanremo und Paris–Roubaix zwei Monument des Radsports gewonnen hatte, wurde Mathieu van der Poel vor dem dreifachen Formel-1-Weltmeister Max Verstappen zum niederländischen Sportler des Jahres gewählt.
In der Cyclocross-Saison 2023/2024 kehrte Mathieu van der Poel zu seiner Dominanz aus früheren Jahren zurück. Zum Saisonstart meinte der Alpecin-Deceuninck-Manager Christophe Roodhoft, dass er den Niederländer zu diesem Zeitpunkt noch nie in besserer Form gesehen habe. Van der Poel gewann im Vorfeld der Weltmeisterschaften 13 seiner 14 Wettkämpfe mit teils großen Vorsprüngen, wobei er sich nur nach einem Sturz beim Weltcup-Rennen von Benidorm geschlagen geben musste.
Bei den Cyclocross-Weltmeisterschaften holte er im tschechischen Tábor an jenem Ort seinen sechsten Titel, an dem er im Jahr 2015 erstmals Weltmeister der Elite-Klasse geworden war. Das Rennen litt jedoch unter der Abwesenheit von Wout van Aert und Thomas Pidcock, die sich stattdessen auf die Straßensaison vorbereiteten. Vor seinem sechsten Weltmeistertitel sprach Mathieu van der Poel erstmals über ein mögliches Karriereende im Cyclocross-Sport.

### 2024: Flandern-Rundfahrt und Paris–Roubaix im Regenbogentrikot

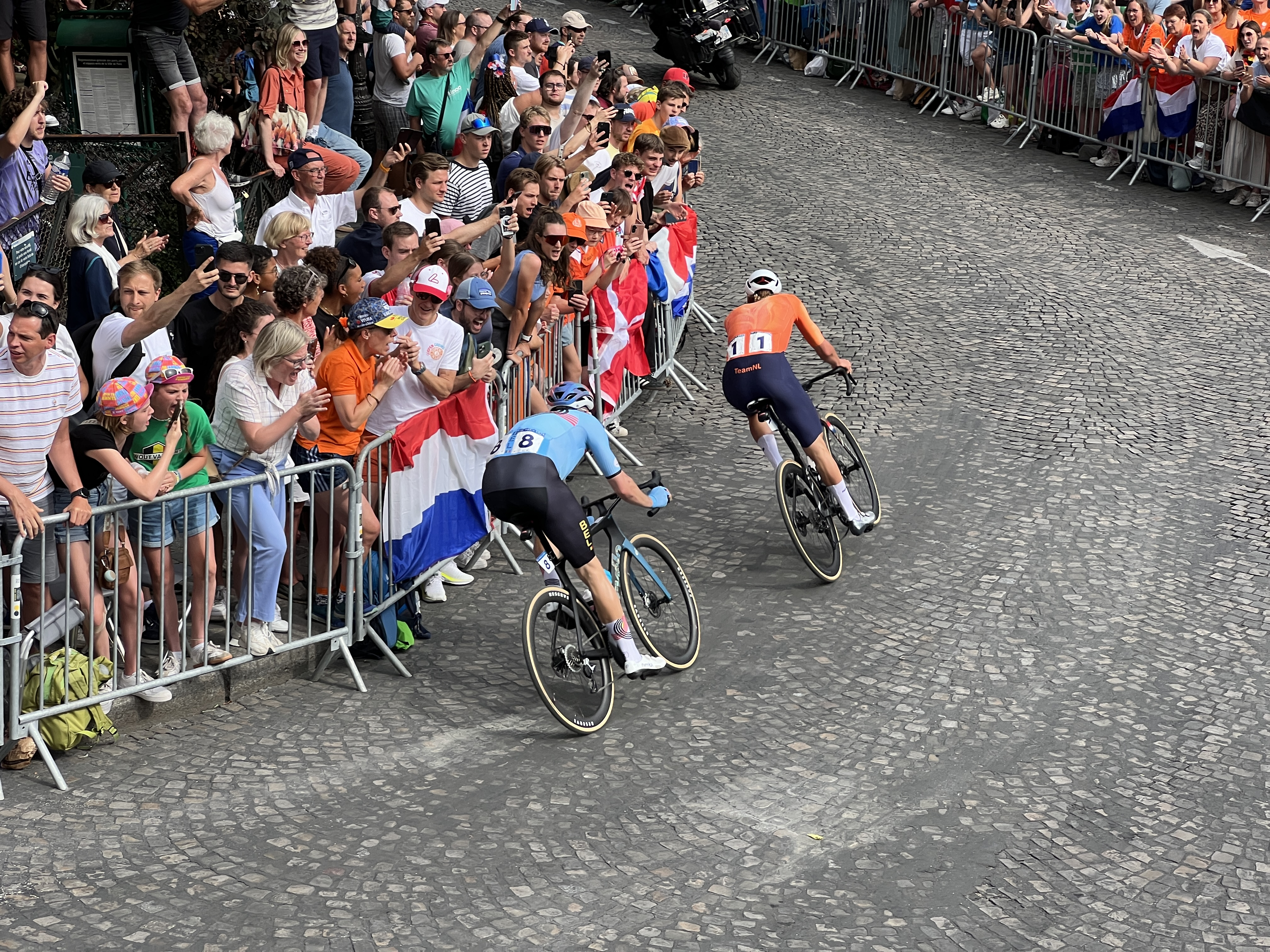
Mathieu van der Poel (rechts) und Wout van Aert (links) bei den Olympischen Spielen von Paris

Im Jahr 2024 gab Mathieu van der Poel sein Saison-Debüt bei Mailand–Sanremo, wo er sich als Titelverteidiger nach der Überquerung des Poggio in die Dienste von Jasper Philipsen stellte, der das Rennen im Sprint gewann. Zwei Tage später verlängerte er seinen Vertrag bei der Alpecin-Deceuninck-Mannschaft, für die er seit dem Beginn seiner Karriere fährt, bis ins Jahr 2028. Bei den belgischen Frühjahresklassikern gewann er zunächst erstmals die E3 Saxo Classic nach einem 40-Kilometer-Solo, ehe er sich bei Gent–Wevelgem nur dem Dänen Mads Pedersen geschlagen geben musste. In Abwesenheit des zuvor gestürzten Wout van Aert und des Vorjahressiegers Tadej Pogačar galt Mathieu van der Poel als Top-Favorit bei der nachfolgenden Flandern-Rundfahrt. Im Anstieg des Koppenberg setzte sich der Niederländer rund 45 Kilometer vor dem Ziel von den restlichen Fahrern ab und fuhr als Solist zu seinem dritten Sieg bei dem belgischen Klassiker. Er ist damit erst der sechste Sieger der Flandern-Rundfahrt, dem dies im Regenbogentrikot des amtierenden Weltmeisters gelang (neben Bobet (1955), Van Looy (1962), Merckx (1975), Boonen (2006) und Sagan (2016)). Eine Woche später konnte er nach einem 59,7 Kilometer langen Soloritt bei Paris–Roubaix ein weiteres Monument für sich entscheiden. Er setzte sich im Drei-Sterne-Sektor Orchies von seinen Kontrahenten ab und erreichte das Ziel in Roubaix drei Minuten vor seinen Verfolgern. Es war nach 2023 bereits sein zweiter Sieg bei der Königin der Klassiker. Nachdem er beim Amstel Gold Race nicht an seine Leistungen anschließen konnte, setzte er sich bei Lüttich–Bastogne–Lüttich im Sprint der ersten Verfolgergruppe durch und belegte Rang drei. Bei der Tour de France stellte er sich erneut in die Dienste von Jasper Philipsen, ehe er als Mitfavorit bei den Olympischen Spielen von Paris an den Start ging. Auf dem abschließenden Rundkurs griff er zweimal in der Auffahrt zur Montmartre an, konnte sich jedoch nicht entscheidend lösen und belegte schlussendlich den zwölften Rang. Bei der Renewi Tour konnte er im Zeitfahren nur knapp einen Sturz verhindern, prallte mit seinem Knie jedoch gegen das Absperrungsgitter. Aufgrund von Knieschmerzen ging er auf der abschließenden Etappe nicht an den Start. Im Straßenrennen der Straßenrad-Weltmeisterschaften 2024 belegte er den dritten Platz. Er stand jedoch in der Kritik, da er bei einem Angriff den Gehweg nutzte und dabei die nahestehenden Zuseher gefährdete.

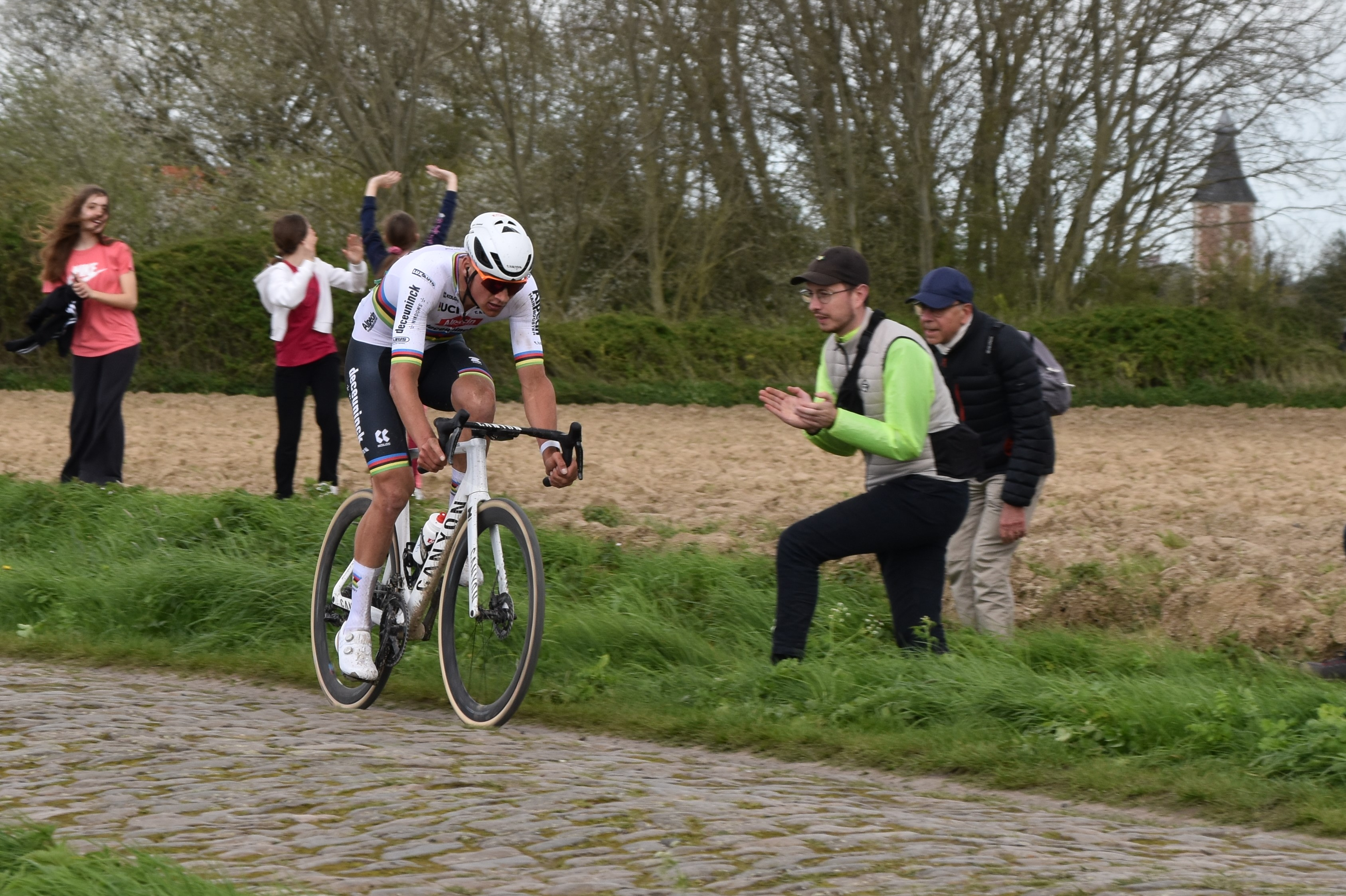
Nach der Flandern-Rundfahrt gewinnt Mathieu van der Poel auch Paris–Roubaix im Regenbogentrikot

Eine Woche nach den Weltmeisterschaften auf der Straße ging Mathieu van der Poel als Top-Favorit bei den Gravel-Weltmeisterschaften im belgischen Löwen an den Start. Rund 40 Kilometer vor dem Ziel setzte er sich gemeinsam mit dem Belgier Florian Vermeersch von den restlichen Fahrern ab, ehe er diesen in einer kurzen Steigung distanzierte und die letzten 14 Kilometer als Solist zurücklegte. Mit einem Vorsprung von rund einer Minute fixierte er seinen insgesamt achten Weltmeistertitel in der Elite-Klasse, wobei er nun auch in einer dritten Disziplin erfolgreich war. Nur einen Tag nach seinem Erfolg gab er den Mountainbike-Weltmeistertitel als Ziel für die Saison 2025 aus, sofern es in seine Saisonplanung passen würde.

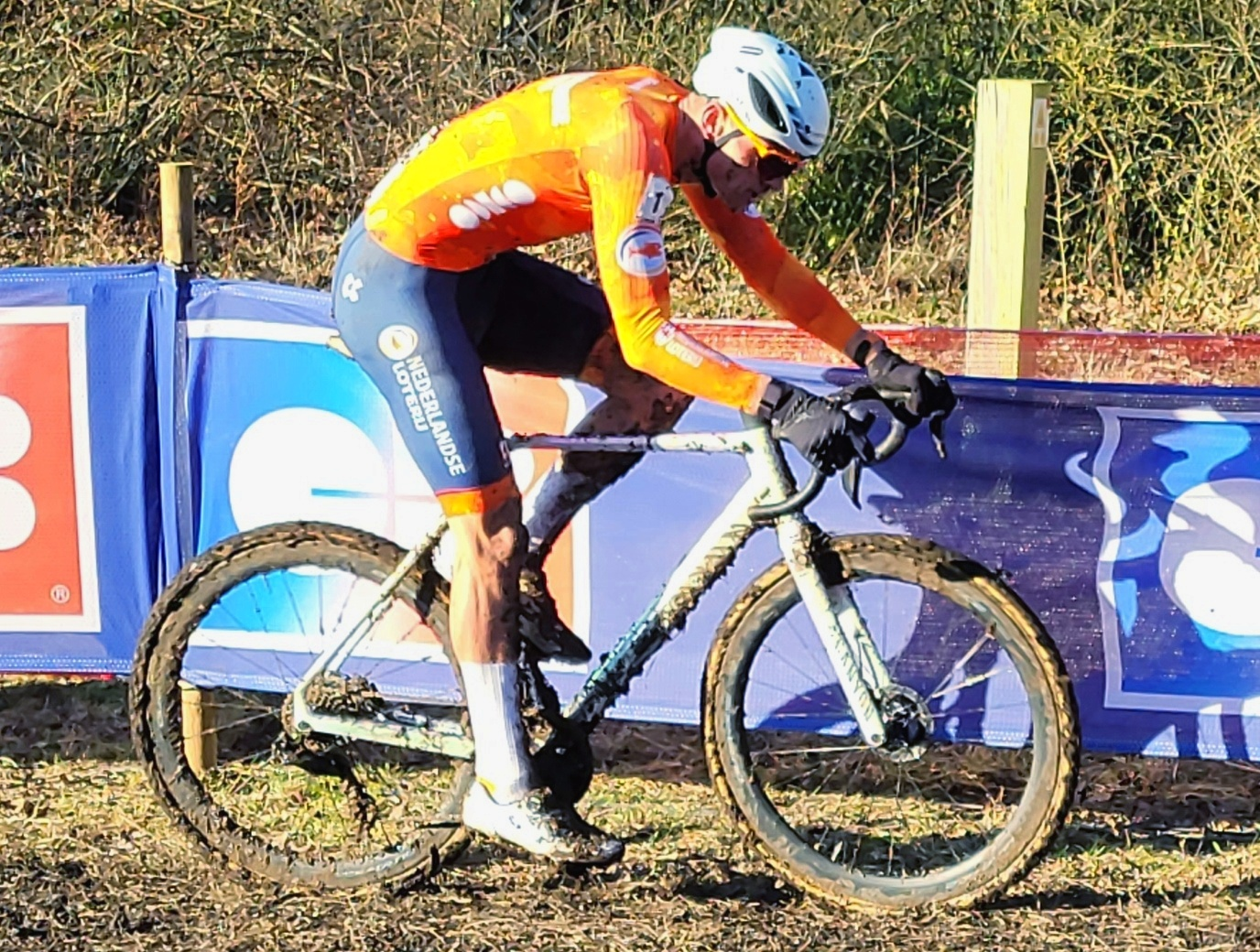
Mit seinem vierten Cyclocross-Weltmeistertitel stellt Mathieu van der Poel den Rekord von Erik De Vlaeminck ein

### 2025: Rekord-Cyclocrossweltmeister und Duell mit Tadej Pogačar bei den Klassikern
Am 22. Dezember 2024 stieg Mathieu van der Poel in die Cyclocross-Saison 2024/2025 ein und gewann sein erstes Rennen mit einem Vorsprung von eineinhalb Minuten. Vor dem Jahreswechsel bestritt er vier weitere Rennen, die er alle als Sieger mit teils großen Abständen beendete. Zum einzigen Aufeinandertreffen mit Wout van Aert kam es dabei beim Azencross in Loenhout, wo Mathieu van der Poel zwar gewann, sich jedoch bei einem Sturz eine Rippenverletzung zuzog. Obwohl er zwei Tage später den Weltcup von Besançon für sich entschied, musste der Niederländer aufgrund von Schmerzen einen Start bei den nachfolgenden Rennen absagen und kehrte erst Ende Januar bei der Weltcup Station von Maasmechelen ins Renngeschehen zurück. Dort setzt er sich vor Wout van Aert durch und galt als Top-Favorit auf den Weltmeistertitel. Nachdem er auch sein siebtes Crossrennen gewonnen hatte, setzte sich Mathieu van der Poel bei der Weltmeisterschaft bereits in der ersten Runde ab und setzte sich schlussendlich mit einem Vorsprung von 45 Sekunden vor Wout van Aert durch, der aufgrund seiner schlechten Startposition nie an das Hinterrad des Niederländers kam. Mit seinem siebten Weltmeistertitel stellte Mathieu van der Poel im Alter von 30 Jahren den Rekord von Erik De Vlaeminck ein.
Am 4. März bestritt Mathieu van der Poel sein erstes Straßenrennen der Saison 2025 und setzte sich im Sprint bei Le Samyn durch. Obwohl er bei Tirreno–Adriatico ohne Etappensieg geblieben war, ging er als Mitfavorit bei Mailand–Sanremo an den Start, wo er gemeinsam mit Filippo Ganna dem Angriff des Weltmeisters Tadej Pogačar in der Cipressa folgen konnte. Auch am Poggio parierte er die Attacken des Slowenen und gewann schließlich sein siebtes Monument, als er sich im Drei-Mann-Sprint auf der Via Roma durchsetzte. Wenige Tage später gewann er zum zweiten Mal die E3 Saxo Classic nach einem Solo über 39 Kilometer. Bei der Flandern-Rundfahrt galt Mathieu van der Poel neben Tadej Pogačar als Top-Favorit, wobei er rund 130 Kilometer vor dem Ziel in einen Massensturz verwickelt wurde. Der Titelverteidiger konnte das Rennen jedoch fortsetzen und erwies sich im Finale neben dem Weltmeister als stärkster Fahrer. Wie bereits im Jahr 2023 musste er den Slowenen in der letzten Auffahrt des Oude Kwaremont ziehen lassen und belegte schlussendlich hinter Mads Pedersen den dritten Rang. Eine Woche später gewann Mathieu van der Poel zum dritten Mal in Folge Paris-Roubaix, was zuletzt dem Italiener Francesco Moser zwischen 1978 und 1980 gelungen war. Nachdem er sich 87 Kilometer vor dem Ziel mit einer kleinen Gruppe abgesetzt hatte, verblieb er nach dem 5-Sterne-Sekort von Mons-en-Pévèle gemeinsam mit Tadej Pogačar an der Spitze des Rennens, wobei dieser sein Debüt bei der Königin der Klassiker gab. Rund 38 Kilometer vor dem Ziel kam der Weltmeister auf dem Sektor Pont-Thibaut à Ennevelin zu Sturz, wodurch Mathieu van der Poel als Solist auf der Radrennbahn von Roubaix einfuhr. Sein Vorsprung betrug schlussendlich eine Minute und 18 Sekunden. Für Aufregung sorgte ein Zuschauer, der Mathieu van der Poel auf einem der späteren Pavé-Sektoren mit einer Flasche bewarf. Die Mannschaft Alpecin-Deceuninck leitete später rechtliche Schritte ein.

## Persönliches
Van der Poel ist ein Sohn des ehemaligen Radrennfahrers Adrie van der Poel und ein Enkel von Raymond Poulidor. Sein Bruder David war ebenfalls Radrennfahrer.

## Erfolge
| 2011/2012 Weltmeister (Junioren) Europameister (Junioren) Niederländischer Meister (Junioren) Weltcup (Junioren) – Gesamtwertung / Tábor, Koksijde, Liévin, Hoogerheide 2012/2013 Weltmeister (Junioren) Europameister (Junioren) Niederländischer Meister (Junioren) Weltcup (Junioren) – Gesamtwertung / Tábor, Pilsen, Koksijde, Zolder, Rom, Hoogerheide 2013/2014 Weltmeisterschaften (U23) Europameisterschaften (U23) Niederländischer Meister (U23) Weltcup (U23) – Gesamtwertung / Tábor, Koksijde, Zolder, Rom 2014/2015 Weltmeister Niederländischer Meister Weltcup – Hoogerheide Superprestige – Gesamtwertung / Gieten, Diegem, Hoogstraten Bpost Bank Trofee – Lille 2015/2016 Niederländischer Meister Weltcup – Namur, Zolder, Lignières, Hoogerheide Superprestige – Diegem, Hoogstraten, Middelkerke 2016/2017 Weltmeisterschaften Europameisterschaften Niederländischer Meister Weltcup – Valkenburg, Zeven, Namur Superprestige – Gesamtwertung / Gieten, Zonhoven, Ruddervoorde, Gavere, Diegem, Hoogstraten, Middelkerke DVV Trofee – Hamme, Antwerpen, Lille 2017/2018 Weltmeisterschaften Europameister Niederländischer Meister Weltcup – Gesamtwertung / Iowa City, Waterloo, Koksijde, Bogense, Zolder, Nommay, Hoogerheide Superprestige – Gesamtwertung / Gieten, Zonhoven, Ruddervoorde, Diegem, Hoogstraten, Middelkerke DVV Trofee – Gesamtwertung / Oudenaarde, Hamme, Essen, Antwerpen, Loenhout, Baal, Lille 2018/2019 Weltmeister Europameister Niederländischer Meister Weltcup – Bern, Tábor, Koksijde, Namur, Zolder, Hoogerheide Superprestige – Gesamtwertung / Gieten, Boom, Ruddervoorde, Gavere, Zonhoven, Diegem, Hoogstraten, Middelkerke DVV Trofee – Gesamtwertung / Niel, Hamme, Antwerpen, Loenhout, Baal, Brüssel, Lille 2019/2020 Weltmeister Europameister Niederländischer Meister Weltcup – Tábor, Koksijde, Namur, Zolder, Hoogerheide Superprestige – Ruddervoorde, Diegem DVV Trofee – Hamme, Kortrijk, Loenhout, Baal, Brüssel 2020/2021 Weltmeister Weltcup – Namur, Hulst Superprestige – Zolder X²O Trofee – Antwerpen, Baal, Hamme 2022/2023 Weltmeister Weltcup – Hulst, Antwerpen, Gavere, Benidorm, Besançon X²O Trofee – Herentals 2023/2024 Weltmeister Weltcup – Antwerpen, Gavere, Hulst, Zonhoven, Hoogerheide Superprestige – Diegem X²O Trofee – Herentals, Baal, Koksijde, Hamme 2024/2025 Weltmeister Weltcup – Zonhoven, Gavere, Besançon, Maasmechelen, Hoogerheide Superprestige – Mol 2022 Weltmeisterschaften 2024 Weltmeister | 2011 - Niederländischer Meister – Einzelzeitfahren (Jugend) 2013 - Niederländischer Meister – Straßenrennen (Junioren) - Weltmeister – Straßenrennen (Junioren) 2014 - Ronde van Limburg - eine Etappe Tour Alsace - Gesamtwertung und eine Etappe Baltic Chain Tour 2017 - eine Etappe Belgien-Rundfahrt - Gesamtwertung, zwei Etappen, Punktewertung und Nachwuchswertung Boucles de la Mayenne - Dwars door het Hageland 2018 - Gesamtwertung und eine Etappe Boucles de la Mayenne - Ronde van Limburg - Niederländischer Meister – Straßenrennen - Europameisterschaft – Straßenrennen - zwei Etappen und Punktewertung Arctic Race of Norway 2019 - eine Etappe Tour of Antalya - Grand Prix de Denain - Dwars door Vlaanderen - eine Etappe Circuit Cycliste Sarthe - Pfeil von Brabant - Amstel Gold Race - eine Etappe Arctic Race of Norway - Gesamtwertung und drei Etappen Tour of Britain 2020 - Niederländischer Meister – Straßenrennen - eine Etappe Tirreno–Adriatico - Gesamtwertung und eine Etappe BinckBank Tour - Flandern-Rundfahrt 2021 - eine Etappe UAE Tour - Strade Bianche - zwei Etappen Tirreno–Adriatico - zwei Etappen Tour de Suisse - eine Etappe Tour de France 2022 - eine Etappe Settimana Internazionale Coppi e Bartali - Dwars door Vlaanderen - Flandern-Rundfahrt - eine Etappe Giro d‘Italia - Grand Prix de Wallonie 2023 - Mailand–Sanremo - Paris–Roubaix - Gesamtwertung und eine Etappe Belgien-Rundfahrt - Weltmeister – Straßenrennen - Super 8 Classic 2024 - E3 Saxo Bank Classic - Flandern-Rundfahrt - Paris–Roubaix - eine Etappe Luxemburg-Rundfahrt - Weltmeisterschaften – Straßenrennen 2025 - Le Samyn - Mailand–Sanremo - E3 Saxo Classic - Paris–Roubaix - eine Etappe Tour de France 2018 - Niederländischer Meister – Cross Country olympisch (XCO) - Weltmeisterschaften – Cross-country olympisch (XCO) - UCI-MTB Weltcup Albstadt XCC - UCI-MTB Weltcup Val di Sole XCC - UCI-MTB Weltcup La Bresse XCC 2019 - Europameister – Cross Country olympisch (XCO) - UCI-MTB Weltcup Albstadt XCC - UCI-MTB Weltcup Nové Město na Moravě XCO und XCC - UCI-MTB Weltcup Les Gets XCC - UCI-MTB Weltcup Val di Sole XCO und XCC - UCI-MTB Weltcup Lenzerheide XCO und XCC 2021 - UCI-MTB Weltcup Albstadt XCC - UCI-MTB Weltcup Nové Město na Moravě XCC |

## Wichtige Platzierungen (Straße)
| Grand Tour            | 2019 | 2020 | 2021 | 2022 | 2023 | 2024 | 2025 |
| --------------------- | ---- | ---- | ---- | ---- | ---- | ---- | ---- |
| Giro d’ItaliaGiro     | –    | –    | –    | 57   | –    | –    | –    |
| Tour de FranceTour    | –    | –    | DNF  | DNF  | 57   | 96   | DNF  |
| Vuelta a EspañaVuelta | –    | –    | –    | –    | –    | –    |      |

| Weltmeisterschaft        | 2019 | 2020 | 2021 | 2022 | 2023 | 2024 |
| ------------------------ | ---- | ---- | ---- | ---- | ---- | ---- |
| StraßenrennenStraße      | 43   | –    | 8    | DNF  | 1    | 3    |
| EinzelzeitfahrenEZF      | –    | –    | –    | –    | –    | –    |
| MannschaftszeitfahrenMZF | –    | –    | –    | 5    | –    | –    |

| Monument                 | 2019 | 2020 | 2021 | 2022 | 2023 | 2024 | 2025 |
| ------------------------ | ---- | ---- | ---- | ---- | ---- | ---- | ---- |
| Mailand–Sanremo          | –    | 13   | 5    | 3    | 1    | 10   | 1    |
| Flandern-Rundfahrt       | 4    | 1    | 2    | 1    | 2    | 1    | 3    |
| Paris–Roubaix            | –    | –    | 3    | 9    | 1    | 1    | 1    |
| Lüttich–Bastogne–Lüttich | –    | 6    | –    | –    | –    | 3    | –    |
| Lombardei-Rundfahrt      | –    | 10   | –    | –    | –    | –    |      |